# Horace Fletcher (cầu thủ bóng đá)
Horace Robert Fletcher (1876 – tháng 9 năm 1931), hay Horace hoặc Robert Fletcher, là một cầu thủ bóng đá người Anh ghi 6 bàn thắng trong 28 lần ra sân ở Football League thi đấu cho Lincoln City ở vị trí inside left. Ông thi đấu tại Midland League cho Mexborough, và cũng thi đấu bóng đá non-league cho Rotherham Town.